# Vegafjall
Vegafjall är ett berg i republiken Island. Det ligger i regionen Austurland, 300 km nordost om huvudstaden Reykjavík. Toppen på Vegafjall är 698 meter över havet.
Trakten runt Vegafjall är nära nog obefolkad, med mindre än två invånare per kvadratkilometer. Det finns inga samhällen i närheten. Trakten runt Vegafjall består i huvudsak av gräsmarker.